# Рююти, Роса-Мариа
Ро́са-Мариа Рю́юти (фин. Rosa-Maria Ryyti; род. 13 июня 1994, Оулу) — финская фотомодель, дизайнер, победительница конкурса «Мисс Финляндия — 2015», представлявшая Финляндию на конкурсе «Мисс Вселенная — 2015».

## Биография
Родилась 13 июня 1994 года в Оулу и после получения профессионального образования работала в качестве дизайнера интерьеров.
12 апреля 2015 года стала победительницей национального конкурса «Мисс Финляндия» и 20 декабря 2015 года представляла Финляндию на конкурсе «Мисс Вселенная — 2015», проходившем в Лас-Вегасе в США.
Проживает в Хельсинки.